# Turíbio Ruiz
Turíbio Ruiz Rodríguez (Poá, 26 de setembro de 1929 — São Paulo, 25 de julho de 2020) foi um ator, radioator, apresentador, garoto-propaganda, locutor e dublador brasileiro.

## Biografia
De origem pobre e filho dos espanhóis Ramón Ruiz Lopez e Antonia Rodríguez Lopez, concluiu apenas os estudos primários em sua cidade natal. 
Turíbio formou um grupo teatral na recém emancipada Poá, no ano de 1949, fazendo apresentações na divulgadora da cidade. Mais tarde ele fez um teste na extinta Rádio Piratininga da capital paulista e foi aprovado, ficando até se transferir para a Rádio Tupi. Quando surgiu a televisão no Brasil, em 1950, ele participou da inauguração da TV Jornal do Commércio em Recife e da TV Excelsior em São Paulo. Na década de 1980 participou do programa dos Trapalhões. Encontrava-se afastado da vida artística desde 2010, quando participou de sua última novela, Araguaia, onde interpretou o indígena Uriá.
Turíbio Ruiz morou até os vinte anos de idade em Poá e foi candidato a prefeito por uma vez e a vereador por duas vezes, porém nunca foi eleito. Em 2020, o Teatro Municipal da cidade foi rebatizado em sua homenagem. Ele foi casado e tinha três filhos.
Morreu em 25 de julho de 2020, aos 90 anos, em decorrência de um AVC.

## Filmografia

### Televisão
| Ano     | Título                     | Papel                | Notas                                      |
| ------- | -------------------------- | -------------------- | ------------------------------------------ |
| 2010    | Araguaia                   | Ruriá Karuê          |                                            |
| 2009    | Caminho das Índias         | Bába Ananda          | Participação especial                      |
| 2009    | 9mm: São Paulo             | Vargas               | 3 episódios                                |
| 2008    | Desejo Proibido            | Arcebispo Dom Duarte |                                            |
| 2007    | A Diarista                 | Afonso               | Episódio: "Aquele do Casal 20"             |
| 2007    | Amigas & Rivais            | Lorenzo              |                                            |
| 2007    | O Profeta                  | Padre                |                                            |
| 2004    | Meu Cunhado                | Padre Pio            | Episódio: "Quatro Crescente"               |
| 2002    | Marisol                    | Basílio              |                                            |
| 2001    | Sandy & Junior             | Don Escaroli         | Episódio: "O Ouro dos Tolos"               |
| 1999    | Ô... Coitado!              | Ubiratan             |                                            |
| 1996    | Sai de Baixo               | Tio Lico             | Episódio: "Tio Lico Subiu no Telhado"      |
| 1993    | Você Decide                | Alcebíades Silva     | Episódio: "O Juramento"                    |
| 1990    | Meu Bem, Meu Mal           | Seu Rodrigues        |                                            |
| 1989    | Vida Nova                  | Padre Antônio        | [ 7 ]                                      |
| 1988    | Vale Tudo                  | Dr.Gomes             |                                            |
| 1988    | O Primo Basílio            | Testamenteiro        | [ 8 ]                                      |
| 1985    | Uma Esperança no Ar        | Teobaldo             | [ 9 ]                                      |
| 1984    | Corpo a Corpo              | Machado              | [ 10 ]                                     |
| 1982    | Nem Rebeldes, nem Fiéis    | —                    |                                            |
| 1981-83 | Alegria 81                 | Vários Personagens   |                                            |
| 1980    | Um Homem Muito Especial    | Jonathan             |                                            |
| 1979    | Plantão de Polícia         | —                    | Episódio: "Ligação Direta"                 |
| 1976    | Tchan, a Grande Sacada     | Deodato              |                                            |
| 1973    | Venha Ver o Sol na Estrada | Richard              |                                            |
| 1973    | Meu Adorável Mendigo       | Dr. Robson           |                                            |
| 1969    | A Cabana do Pai Tomás      | Mr. Shelby           |                                            |
| 1969    | A Grande Mentira           | Heitor               |                                            |
| 1968    | O Santo Mestiço            | —                    | [ 13 ]                                     |
| 1966    | Redenção                   | Alexandre            |                                            |
| 1965    | Marina                     | João                 |                                            |
| 1965    | A Sombra do Passado        | Lúcio                |                                            |
| 1964    | Ambição                    | Otávio               |                                            |
| 1959    | TV de Vanguarda            | Dr. Skinner          | Episódio: "Senhorita Reed"                 |
| 1959    | TV de Vanguarda            | Joaquim              | Episódio: "Clara dos Anjos"                |
| 1959    | TV de Vanguarda            | Cabo                 | Episódio: "Beata Maria do Egito"           |
| 1958    | TV de Vanguarda            | Lord Loam            | Episódio: "O Mordomo e a Dama"             |
| 1958    | TV de Vanguarda            | Tenente Roget        | Episódio: "O Preço da Glória"              |
| 1958    | TV de Vanguarda            | Dr. Macário          | Episódio: "Maclovia"                       |
| 1958    | TV de Vanguarda            | Waleska              | Episódio: "O Grande Amor de Maria Waleska" |
| 1958    | Os Miseráveis              | Monsieur Thenardier  |                                            |
| 1957    | O Corcunda de Notre Dame   | Arquidiácono         |                                            |
| 1957    | Pequeno Mundo de D. Camilo | Bilo                 |                                            |
| 1957    | Os Três Mosqueteiros       | Richelieu            |                                            |
| 1957    | TV de Vanguarda            | Cego                 | Episódio: "O Chapéu de Três Bicos"         |
| 1956    | TV de Vanguarda            | Ribas                | Episódio: "O Feijão e o Sonho"             |
| 1956    | TV de Vanguarda            | Pai de Santo         | Episódio: "Calunga"                        |
| 1955    | Kim                        | Llama                |                                            |
| 1955    | Miguel Strogof             | —                    |                                            |
| 1954    | As Aventuras de Red Ringo  | —                    |                                            |
| 1954    | TV de Vanguarda            | Sacerdote            | Episódio: "Macbeth"                        |
| 1953    | TV de Vanguarda            | —                    | Episódio: "O Espectro da Rosa"             |

### Cinema
| Ano  | Título                                | Personagem              |
| ---- | ------------------------------------- | ----------------------- |
| 2008 | Fim da Linha                          | Líder dos camaradas     |
| 2001 | Urbania                               | Seu Edmundo             |
| 1988 | Sonhei com Você                       | Pedro                   |
| 1986 | A Hora do Medo                        | —                       |
| 1986 | Horas Fatais                          | —                       |
| 1985 | Viciado em C... II                    | Vigário                 |
| 1984 | Padre Pedro e a Revolta das Crianças  | Prefeito Ênio Rodrigues |
| 1984 | Animais do Sexo                       | Homem importante        |
| 1984 | Sexo, Sexo e Sexo                     | —                       |
| 1983 | O Escândalo na Sociedade              | —                       |
| 1983 | Janete                                | Fiscal                  |
| 1980 | O Jeca e a Égua Milagrosa             | Coronel Libório         |
| 1980 | Na Estrada da Vida                    | Pedro                   |
| 1980 | Ariella                               | Carlos                  |
| 1977 | Presídio de Mulheres Violentadas      | Diretor do Presídio     |
| 1977 | As Trapalhadas de Dom Quixote         | Dom Quixote             |
| 1977 | Mágoa de Boiadeiro                    | Velho                   |
| 1977 | Tiradentes, o Mártir da Independência | —                       |
| 1976 | As Meninas Querem... Os Coroas Podem  | Coroa                   |
| 1976 | Chão Bruto                            | —                       |
| 1975 | Cada um Dá o que Tem                  | Mateus                  |
| 1969 | Corisco, o Diabo Loiro                | —                       |
| 1969 | Marcado Para o Perigo                 | —                       |
| 1966 | Riacho de Sangue                      | Divino                  |
| 1958 | Chão Bruto                            | —                       |
| 1958 | O Grande Momento                      | Fotógrafo               |
| 1957 | Dorinha no Soçaite                    | Pai de Dorinha          |
| 1956 | O Sobrado                             | Rodrigo Cambará         |

## No teatro
- 1997 - O Homem das Galochas
- 1986/1987 - Trair e Coçar, É Só Começar!
- 1969 - Mefi, um Seu Criado
- 1965 - A Grande Chantagem
- 1965 - Lá
- 1964 - As Mãos de Eurídice
- 1959 - Plantão 21

## Prêmios e Indicações
| Ano  | Prêmio          | Indicação   | Trabalho             | Resultado | ref    |
| ---- | --------------- | ----------- | -------------------- | --------- | ------ |
| 1999 | Troféu Mambembe | Melhor Ator | O Homem das Galochas | Venceu    | [ 18 ] |